# 橋本和樹
橋本 和樹（はしもと かずき、1990年5月25日 - ）は、日本のプロレスラー。埼玉県草加市出身。血液型O型。大日本プロレス所属。身長170cm、体重85kg。

## 経歴
2009年3月、高校卒業と同時に大日本プロレスに入門。9月21日、札幌テイセンホール大会の塚本拓海戦でデビュー（塚本も同じくデビュー戦だった）。
2010年は4月29日から5月5日までのKAIENTAI-DOJO主催K-METAL LEAGUEに初出場で初優勝。さらに同年6月20日K-DOJO千葉大会、前述のK-METAL LEAGUE優勝の副賞として要求したマリーンズマスクのインディージュニアヘビー級王座に挑戦し敗戦、王座獲得に失敗。
2012年、ZERO1に参戦。同じ姓の橋本大地との抗争に発展。6月には大地とシングルマッチを行うが敗れている。しかし同年の大日本最侠タッグリーグ戦では抗争していた大地と参戦し予選敗退ながら2勝をあげた。後に大地とのチーム名を、それぞれの名前（大地・和樹）を取り、「チーム大和（やまと）」と命名。
その後も最侠タッグには2013年に小幡優作と出場したが予選敗退。2014年は金本浩二と組んで初めて決勝トーナメントに進出したが準決勝敗退。
2016年2月、全日本プロレスのJr. BATTLE OF GLORYに参戦。優勝決定戦まで駒を進めるが、最終公式戦にて左腕尺骨骨折、長期欠場に加え、一騎当千のエントリーも取り消しとなる。8月23日に復帰。欠場中に肉体改造を施し16キロ減量（80キロ台に）。蹴りの切れ味を増して帰ってきた。
8月22日の上野恩賜公園大会では、6人タッグマッチを行う。忍、野村卓矢の3人タッグで、吉野達彦、関札皓太、青木優也との3人タッグと対決。10分55秒に野村が吉野にアスリート・ジャーマン・スープレックス・ホールドでフォールされて、橋本組は敗戦。
2023年3月1日開催の『ジュニア夢の祭典 〜ALL STAR Jr. FESTIVAL 2023〜』では第1試合6人タッグマッチに出場。

## 得意技
上弦の月
ケガからの復帰戦で披露した変形の三角絞め。
三脚巴
2017年より対ヘビー級対策で使用している元大日本プロレス所属の石川晋也が使用していた腕決め卍固めと同型の技。グラウンド式も使用。
ノーザンライトボム
デスバレーボム
顔面ウォッシュ
先輩格の使い手である大谷晋二郎と金本浩二の2人に対しても使用している。
アンクルホールド
バズソーキック
仰向けになった相手の上半身を起こして相手の左側頭部を振り抜いた右足の甲で蹴り飛ばす。
各種キック

## タイトル歴
大日本プロレス
- BJW認定ジュニアヘビー級王座：1回
  - 第2代
- 酒田港インターコンチネンタルタッグ王座：1回
  - 初代（w/ 関本大介）
- 横浜ショッピングストリート6人タッグ王座：2回
  - 初代（w/ 岡林裕二&塚本拓海）
  - 第3代（w/ "黒天使"沼澤邪鬼&アブドーラ小林）

KAIENTAI DOJO
- K-METAL LEAGUE 優勝：1回
  - 2010年

みちのくプロレス
- 東北タッグ王座：1回
  - 第33代（w/ MUSASHI）

天龍プロジェクト
- WAR世界6人タッグ王座：1回
  - 第23代（w/ 橋本大地&神谷英慶）

## 入場曲
- 『ジャック・ナイフ』DOES
- 『悪華桜の如し』（大日本プロレスミュージック・ファイル収録）

## 人物
- 小学校からサッカーをやっていたが、高校3年間はアニマル浜口レスリング道場に通い、レスラーの基礎を身に付ける。
- 大会では試合前の凶器の設置から試合中の安全対策に至るまで、デスマッチの全てを指揮する現場責任者としての役割を果たしている。